# Alyda Norbruis
Alyda Norbruis (* 28. März 1989 in Drachten) ist eine niederländische Paracyclerin.

## Sportliche Laufbahn
Alyda Norbruis war ein Frühchen, mit ihrer Zwillingsschwester Alyce wurde sie drei Monate zu früh geboren. Bei ihrer Geburt erlitt sie eine Hirnblutung, dadurch ist sie linksseitig teilweise gelähmt (Infantile Zerebralparese).
Ihre sportliche Laufbahn begann Norbruis mit Para-Ski, um an den Winter-Paralympics 2010 in Vancouver teilzunehmen. Ihre Leistungen waren jedoch nicht überzeugend, so dass sie 2011 zum Paracycling wechselte. Sie qualifizierte sich für die Sommer-Paralympics 2012 in London und errang im 500-Meter-Zeitfahren auf der Bahn die Silbermedaille. Bei den Sommer-Paralympics 2016 wurde sie Doppelsiegerin, indem sie sowohl das 500-Meter-Zeitfahren auf der Bahn als auch das Einzelzeitfahren auf der Straße gewann, in der Verfolgung auf der Bahn wurde sie zudem Dritte.
Bis 2020 wurde Alyda Norbruis zehn Mal Weltmeisterin in verschiedenen Bahn-Disziplinen, zudem vielfache niederländische Meisterin. Vier Mal stellte sie über 500 Meter auf der Bahn neue Weltrekorde auf. Seit 2014 hält sie zudem mit 4.07,454 Minuten den Weltrekord in der Einerverfolgung (2020 weiterhin aktuell).

## Erfolge

### Bahn
2012
- Paralympics – 500-Meter-Zeitfahren
- Weltmeisterin – 500-Meter-Zeitfahren
- Weltmeisterschaft – Einerverfolgung

2014
- Weltmeisterin – 500-Meter-Zeitfahren, Einerverfolgung

2015
- Weltmeisterin – 500-Meter-Zeitfahren, Einerverfolgung, Scratch

2016
- Paralympics – 500-Meter-Zeitfahren
- Paralympics – Einerverfolgung
- Weltmeisterin – 500-Meter-Zeitfahren
- Weltmeisterschaft – Einerverfolgung

2018
- Weltmeisterin – 500-Meter-Zeitfahren, Einerverfolgung, Scratch

2019
- Weltmeisterschaft – 500-Meter-Zeitfahren

2020
- Weltmeisterschaft – 500-Meter-Zeitfahren

### Straße
2014
- Weltmeisterschaft – Straßenrennen

2016
- Paralympics – Einzelzeitfahren